# Gerrhosaurus auritus
Espèce
Synonymes
- Gerrhosaurus multilineatus auritus Boettger, 1887

Gerrhosaurus auritus est une espèce de sauriens de la famille des Gerrhosauridae.

## Répartition
Cette espèce se rencontre au Congo-Kinshasa, en Angola, en Zambie, au Botswana et en Namibie.

## Description
Cette espèce est ovipare.

## Publication originale
- Boettger, 1887 : Zweiter Beitrag zur Herpetologie Südwest- und Südafrikas. Bericht über die Senckenbergische Naturforschende Gesellschaft in Frankfurt am Main, vol. 1887, p. 135-173 (texte intégral).